# Estación de Chamoson
La estación de Chamoson es la principal estación ferroviaria de la comuna suiza de Chamoson, en el Cantón del Valais.

## Historia y situación
La estación de Chamoson fue inaugurada en el año 1860 con la puesta en servicio del tramo Martigny - Sion, que en años posteriores llegaría hasta Brig, y que pertenece a la línea Lausana - Brig, más conocida como la línea del Simplon.
Se encuentra ubicada a 2 kilómetros al sureste del núcleo urbano de Chamoson, y a las afueras de la localidad de Saint-Pierre-de-Clages, la más cercana a la estación . Cuenta con dos andenes laterales a los que acceden dos vías pasantes.
En términos ferroviarios, la estación se sitúa en la línea Lausana - Brig. Sus dependencias ferroviarias colaterales son la estación de Riddes hacia Lausana, y la estación de Ardon en dirección Brig.

## Servicios ferroviarios
Los servicios ferroviarios de esta estación están prestados por SBB-CFF-FFS y por RegionAlps, empresa participada por los SBB-CFF-FFS y que opera servicios de trenes regionales en el Cantón del Valais:

### Regional
- R Saint-Gingolph - Monthey - San Mauricio - Sion - Brig. Efectúa parada en todas las estaciones y apeaderos del trayecto. Algunos trenes sólo realizan el trayecto Monthey - Brig. Operado por RegionAlps.